# Молодяков Василь Елінархович
Молодяков Василь Елінархович (нар. 3 червня 1968, Москва) — російський та японський історик, політолог і колекціонер.

## Біографія
Син відомого історика-японознавця, професора Ельгени Василівни Молодякової. У 1985 році вступив в ІСАА. У 1986—1988 роках служив в армії. У 1988—1991 роках навчався на 2-4 курсах. У 1991—1992 роках був на стажуванні в Японії. У 1992—1993 роках навчався на 5 курсі. Після закінчення історико-філологічного факультету Інституту країн Азії та Африки (ІСАА) при МДУ за спеціальністю «історія Японії» вступив в аспірантуру при ньому за спеціальністю «політологія».
З 1995 року живе і працює в Токіо. Докторант відділення міжнародних відносин Токійського університету (1996—2000 роки). Запрошений співробітник Інституту суспільних наук при Токійському університеті (2000—2001 роки). Представник щорічника «Японія» (Асоціації японознавців Росії) в Японії (з 2001 року). Старший науковий співробітник (2003—2008), запрошений професор (2008—2012), професор (з 2012 року) Інституту японської культури Університету Такусеку (Токіо). Провідний науковий співробітник Інституту сходознавства РАН (з 2010 року). Спеціальний запрошений дослідник університету Хосэй (2008—2013).

## Наукова діяльність
Кандидат історичних наук; дисертація «Образ Японії в Європі і Росії другої половини XIX — початку XX століття» (1996; ІСАА при МДУ). Доктор філософії (Ph. D.); дисертація «Сиратори Тосіо і зовнішня політика Японії, 1930—1941» (Токійський університет; 2002).  Доктор политических наук; диссертация «Консервативная революция в Японии: политика и идеология» (2004; философский факультет МГУ).
Василь Молодяков відносить себе до «ревізіоністської» школи історіографії, що визначається такими іменами, як  Гаррі Елмер Барнес, Джон Толанд і частково Девід Ірвінг. Його наукова діяльність пролягає в декількох взаємопов'язаних сферах.
Перші роботи Молодякова були присвячені «образу Японії» в Європі і Росії другої половини XIX і початку XX століть, в тому числі у творчості французьких імпресіоністів, британських прерафаелітів і російських символістів. Паралельно з цим він вивчав причини і характер «реставрації Мейдзі» як ключового події нової історії Японії, запропонувавши її оригінальне трактування в якості консервативної революції. Ця концепція отримала визнання у російських наукових колах) і була включена до програми ряду навчальних закладів.
Використовуючи з початку 1990-х років науковий інструментарій геополітики, Молодяков сформулював і обґрунтував концепцію можливості «континентального блоку» Німеччини, СРСР і Японії (з Італією в якості молодшого партнера) в 1939—1941 рр. у ряді робіт, включаючи три книги, які були високо оцінені такими істориками, як Марк Раєв, Сергій Семанов, Володимир Невежин і Борис Соколов. Продовженням цих досліджень стали написані ним фундаментальні біографії японського дипломата Тосіо Сіратори і Йоахіма фон Ріббентропа, а також статті про Фумімаро Коное, Коки Хирота, Йонай Міцумаса, Ріхарда Зорге як геополітику і ін. Молодяков також є співавтором узагальнюючих робіт з історії Японії XX століття, історії зовнішньої політики Японії, історії відносин СРСР з країнами Сходу в 1920-1940-і роки. Молодяков є послідовним критиком Токійського процесу, за що піддавався критиці з боку інших істориків.
У 2000-2010-ті роки Молодяков випустив дев'ять книг (у тому числі дві японською мовою), присвячених історії російсько-японських відносин кінця XIX і першої половини XX століть, які він розглядає через призму співпраці двох держав, а не ворожнечі. Він акцентує увагу на вмінні сторін знаходити компроміс і врегулювати виникаючі конфлікти при наявності обопільної волі до співпраці, приділяючи особливу увагу діяльності Таро Кацура, Симпэй Гото, Миколая Японського, Адольфа Іоффе, Лева Карахана. «Золотим століттям» російсько-японських відносин він вважає період між Портсмутським мирним договором і російською революцією. Роботи Молодякова засновані на солідній документальній базі, включаючи матеріали з російських і японських архівів, вперше опубліковані або введені ним в науковий обіг. Його книга «Гото Симпей і російсько-японські відносини» була перекладена на японську мову і відзначена рецензіями в газеті «Асахі» (02.08.2009), «Майніті» (04.10.2009 і 17.11.2009) і «Ніхон то Юрасія» (15.10.2009), а також була удостоєна Великої Азіатсько-Тихоокеанської премії за 2009 рік. Результати своїх досліджень Молодяков популяризує у відеолекціях.
Акцентуючи увагу на позитивному історичному досвіді відносин Росії з іншими країнами, Молодяков також опублікував розраховані на широкого читача книги про «золоте століття» відносин Росії з Німеччиною, Францією та Італією (всі у видавництві «Просвіта»).
Молодяков — автор популярних книг про походження світових воєн «Перша світова війна, якої могло не бути» і «Друга світова війна, якої не могло не бути».
Молодяков підготував перші російські видання творів американського письменника Джорджа Сильвестра Вирека і опублікував його біографію, а також ряд статей та відеолекцій про нього.
Важливою сферою наукової діяльності Молодякова також є історія російської літератури Срібного століття, перш за все життя та творчість Валерія Брюсова. Узагальненням його багаторічних досліджень стали збірник статей «Загадки Срібного століття» і перша біографія Валерія Брюсова. Молодяков опублікував ряд текстів Брюсова, склав та підготував до друку збірки його автобіографічної та мемуарної прози і політичних коментарів. У своїх роботах Молодяков часто використовує власне зібрання книг і документів, якій присвятив книги «Невідомі поети» і «Bibliophilica», написані, за словами автора, з орієнтацією на бібліофільську прозу Володимира Лідина.
Статті та рецензії Молодякова і підготовлені ним архівні публікації друкувалися в Росії, Казахстані, Вірменії, Японії, США, Нідерландах. Він також є автором статей у «Великій російській енциклопедії», енциклопедії «Японія від А до Я», енциклопедії сінто «Боги, святилища, обряди Японії», «Енциклопедії Сахалінської області» (інтернет-версія), біобібліографічному словнику «Російські письменники. 1800—1917» . Автор книги віршів «Паперовий парус» (2004). У періодиці вірші публікував виключно за кордоном — у США та в Казахстані. Був членом редколегії поетичного альманаху «Зустрічі», що видавався у Філадельфії.

## Публікації
Автор понад 600 публікацій, зокрема книг:
1. Невідомі поети. Розповіді бібліофіла. Кн. 1-2. СПб .: СПб. клуб любителів мініатюрної книги. 1995—1996.
2. Образ Японії в Європі і Росії другої половини XIX — початку XX століть. М .: Інститут сходознавства РАН, 1996. ISBN 5-89282-016-5
3. Підсудні та переможці. Нотатки і роздуми історика про Токійському процесі. Токіо: видання автора, 1996..
4. «Мій сон, і новий, і повсякчасний …». Езотеричні шукання Валерія Брюсова. Токіо: видання автора, 1996..
5. Консервативна революція в Японії: ідеологія і політика. М .: Східна література, 1999. ISBN 5-02-018060-2
6. Валерій Брюсов. Світове змагання. Політичні коментарі. 1902—1924. Складання, вступна стаття, підготовка тексту і коментарі. М .: АІРО-XX, 2003. Серія «Перша публікація». ISBN 5-88735-117-9
7. Не склалася вісь: Берлін-Москва-Токіо. М .: Вече, 2004. ISBN 5-94538-445-3
8. Росія і Японія: поверх бар'єрів. Невідомі та забуті сторінки російсько-японських відносин (1899—1929). М .: Астрель, 2005. ISBN 5-17-027666-4 ISBN 5-271-09455-3
9. Росія і Японія: меч на вагах. Невідомі та забуті сторінки російсько-японських відносин (1929—1948). М .: Астрель, 2005. ISBN 5-17-031706-9 ISBN 5-271-11888-6
10. Кацура Таро, Гото Сімпей і Росія. Збірник документів. 1907—1929. Складання, вступна стаття, підготовка тексту і примітки. М .: АІРО-XXI — Дмитро Буланін, 2005. Серія «Перша публікація». ISBN 5-91022-016-0 ISBN 5-86007-499-9
11. Епоха боротьби. Сіраторі Тосио (1887—1949): дипломат, політик, мислитель. М .: АІРО-XXI — Дмитро Буланін, 2006. Серія «АІРО-Монографія». ISBN 5-91022-014-4 ISBN 5-86007-501-4
12. Росія і Японія: рейки гудуть. Залізничний вузол російсько-японських відносин (1891—1945). М .: Астрель, 2006. ISBN 5-17-038977-9 ISBN 5-271-14147-0
13. Гото Сімпей і російсько-японські відносини. М .: АІРО-XXI — Дмитро Буланін, 2006. Серія «АІРО-Монографія». ISBN 5-91022-038-1 ISBN 5-86007-539-1 Переклад на японську мову: Токіо: Фудзівара сетен, 2009. ISBN 978-4-89434-684-0
14. Історія Японії. XX століття. М .: Інститут сходознавства РАН, 2007 (співавт. Е. В. Молодякова, С. Б. Маркар'ян). ISBN 978-5-93675-157-8
15. Росія і Японія: іміджеві війни. М .: Астрель, 2007 (співавт. А. Е. Куланів).
16. Ріббентроп. Упертий радник фюрера. М .: АСТ-Пресскніга, 2008. ISBN 978-5-462-00779-8
17. Bibliophilica. M .: видання Льва Шпрінца, 2008.
18. Тосіо Сіраторі. Нове пробудження Японії. Політичні коментарі. 1933—1945. Складання, переклад, вступна стаття та коментарі. М .: АІРО-XXI, 2008. Серія «Перша публікація». ISBN 978-5-91022-078-6
19. Росія і Японія: золотий вік (1905—1916). М .: Просвещение, 2008. Серія «На межі світу». ISBN 978-5-09-018968-2
20. Росія і Німеччина: дух Рапалло (1919—1932). М., 2009. Серія «На межі світу». ISBN 978-5-09-019144-9
21. Загадки Срібного століття. М .: АСТ-Пресскніга, 2009. ISBN 978-5-462-00928-0
22. Росія і Франція: entente cordiale (1889—1900). M., 2010. Серія «На межі світу». ISBN 978-5-09-016601-0
23. Росія та Італія: секрети дружби (1920—1934). М., 2010. Серія «На межі світу». ISBN 978-5-09-018291-1
24. Валерій Брюсов. Біографія. СПб .: Vita Nova, 2010. ISBN 978-5-93898-309-0
25. Японія в мінливому світі. Ідеологія. Історія. Імідж. М .: Моногатарі, 2011. ISBN 978-5-91840-006-7
26. Росія «японізму». Невідомі сторінки історії російсько-японських культурних зв'язків. (На японській мові). Токіо: Фудзівара сетен, 2011. ISBN 978-4-89434-809-7
27. Перша світова: війна, якої могло не бути. М .: Просвещение, 2012. Серія «Граблі історії». ISBN 978-5-09-018574-5
28. Друга світова: війна, якої не могло не бути. М .: Просвещение, 2012. Серія «Граблі історії». ISBN 978-5-09-020327-2
29. Росія і Японія в пошуках згоди (1905—1945). Геополітика. Дипломатія. Люди і ідеї. М .: АІРО-XXI, 2012. Серія «АІРО-Монографія». ISBN 978-5-91022-178-3
30. Джордж Сильвестр Вірек: більше ніж одне життя (1884—1962). М .: Круг', 2015. ISBN 978-5-7396-0344-9
31. Георгій Шенгелі. Біографія. — М .: Водолій, 2016. — 616 с. — ISBN 978-5-91763-324-4.

## Додаткова інформація
- Член низки наукових товариств Росії та Японії.
- Член-засновник НП «Національний союз бібліофілів» (Росія. 2010). Член Організації російських бібліофілів (ОРБ).
- Лауреат Великої Тихоокеанської премії газети «Майніті» (за монографію «Гото Симпэй і російсько-японські відносини», що вийшла в 2009 році в Японії).

1. ↑  Бібліотека Конгресу — Library of Congress.
2. 1 2  Чеська національна авторитетна база даних